# Lexington megye
Lexington megye az Amerikai Egyesült Államokban, azon belül Dél-Karolina államban található. Megyeszékhelye Lexington, legnagyobb városa Lexington. Lakosainak száma 293 991 fő (2020. április 1.). Lexington megye Richland, Orangeburg, Calhoun, Aiken, Saluda és Newberry megyékkel határos.

## Népesség
A megye népességének változása:
| Lakosok száma | 263 321 | 266 547 | 270 272 | 273 752 | 281 833 | 293 991 |
|               | 2010    | 2011    | 2012    | 2013    | 2015    | 2020    |